# Новосёловка (Ананьевский район)
Новосёловка (укр. Новоселівка) — село, относится к Ананьевскому району Одесской области Украины.
Население по переписи 2001 года составляло 325 человек. Почтовый индекс — 66441. Телефонный код — 4863. Занимает площадь 1,58 км². Код КОАТУУ — 5120284801.

## Местный совет
66441, Одесская обл., Ананьевский р-н, с. Новосёловка